# Elette 1964-1965
Il campionato Elette 1964-1965 ha rappresentato la quarantatreesima edizione del massimo campionato italiano di pallacanestro.
Il girone delle Elette si riduce nuovamente a 12 squadre, che si affrontano in partite di andata e ritorno. Lo scudetto viene assegnato alla prima in classifica e le ultime tre retrocedono in Serie B (che dalla stagione successiva torna ad essere il secondo livello). Al termine della stagione si rendono necessari gli spareggi per decidere la terza retrocessione.
La Simmenthal Milano torna alla vittoria, conquistando il sedicesimo titolo davanti ai campioni uscenti dell'Ignis Varese e alla Knorr Bologna.

## Classifica
|  |     | Classifica finale 1964-1965 | Pt | G  | V  | P  | PtF  | PtS  |
|  | --- | --------------------------- | -- | -- | -- | -- | ---- | ---- |
|  | 1.  | Olimpia Milano              | 43 | 22 | 21 | 1  | 1981 | 1540 |
|  | 2.  | Pall. Varese                | 40 | 22 | 18 | 4  | 1697 | 1454 |
|  | 3.  | Virtus Bologna              | 37 | 22 | 15 | 7  | 1680 | 1493 |
|  | 4.  | Pall. Cantù                 | 34 | 22 | 12 | 10 | 1622 | 1637 |
|  | 5.  | Stella Azzurra              | 33 | 22 | 11 | 11 | 1466 | 1495 |
|  | 6.  | Petrarca                    | 31 | 22 | 9  | 13 | 1468 | 1636 |
|  | 7.  | Milano 1958                 | 30 | 22 | 8  | 14 | 1468 | 1636 |
|  | 8.  | Reyer Venezia               | 30 | 22 | 8  | 14 | 1588 | 1704 |
|  | 9.  | Pall. Biella                | 30 | 22 | 8  | 14 | 1442 | 1569 |
|  | 10. | UG Goriziana                | 30 | 22 | 8  | 14 | 1571 | 1667 |
|  | 11. | Libertas Livorno 1947       | 29 | 22 | 7  | 15 | 1555 | 1682 |
|  | 12. | S.C. Gira                   | 29 | 22 | 7  | 15 | 1606 | 1705 |

## Spareggi salvezza
| Risultati     | ALL   | BIE   | REY   | GOR   |
| ------------- | ----- | ----- | ----- | ----- |
| Milano 1958   |       | 62-52 | 74-63 | 57-58 |
| Pall. Biella  | 52-62 |       | 52-62 | 65-55 |
| Reyer Venezia | 63-74 | 62-52 |       | 74-65 |
| UG Goriziana  | 58-57 | 55-65 | 65-74 |       |

## Verdetti
- Olimpia Milano: campione d'Italia
Formazione: Marco Binda, Giulio Iellini, Franco Longhi, Massimo Masini, Giandomenico Ongaro, Gianfranco Pieri, Sandro Riminucci, Gabriele Vianello, Paolo Vittori. Allenatore: Cesare Rubini.
- UG Goriziana, Libertas Livorno 1947 e S.C. Gira: retrocessione in serie B